# Rik Emmett
Richard Gordon Emmett, detto Rik (Toronto, 10 luglio 1953), è un cantante e chitarrista canadese noto per essere stato il chitarrista e cantante nonché fondatore della band canadese Triumph.

## Carriera
Dopo l'uscita dal gruppo nel 1988 intraprese la carriera solista iniziata nel 1990 con la pubblicazione di Absolutely.
Divenne inoltre collaboratore di Guitar Player ed insegnante di musica al Humber College di Toronto.
Negli anni 2000 ha collaborato con il chitarrista Dave Dunlop nel duo Strung-Out Troubadours che ha portato alla pubblicazione di tre album, di cui il primo ha vinto il Canadian Smooth Jazz award come miglior album dell'anno.

## Discografia

### Con i Triumph
- 1976 – Triumph
- 1977 – Rock and Roll Machine
- 1979 – Just a Game
- 1980 – Progressions of Power
- 1981 – Allied Forces
- 1983 – Never Surrender
- 1984 – Thunder Seven
- 1986 – The Sport of Kings
- 1987 – Surveillance
- 2012 – Live At Sweden Rock Festival

### Da solista
- 1990 – Absolutely
- 1992 – Ipso Facto
- 1995 – The Spiral Notebook
- 1997 – Ten Invitations from the Mistress of Mr. E.
- 1997 – Swing Shift
- 1999 – Raw Quartet
- 1999 – The Spirit of Christmas (con Sam Reid dei Glass Tiger)
- 2000 – Rik Emmett Live at Berklee
- 2002 – The Best of Rik Emmett (20th Century Masters compilation)
- 2002 – Handiwork
- 2003 – Good Faith
- 2005 – One Night in Cinci DVD
- 2005 – Live at 10 Gigs DVD
- 2006 – Strung-Out Troubadours (con Strung-Out Troubadours)
- 2007 –  Live at Hugh's Room (con i Strung-Out Troubadours)
- 2007 – Airtime – Liberty Manifesto (con Michael Shotton of Von Groove)
- 2009 –  Push & Pull (con Strung-Out Troubadours)
- 2009 – Trifecta (Pavlo, Rik Emmett, Oscar López Hernández)
- 2011 – Strung-Out Troubadours – reCOVERy room 9
- 2012 – Marco's Secret Songbook
- 2012 – Then Again (con Dave Dunlop)